# Felixsee (település)
Felixsee település Németországban, azon belül Brandenburgban. Lakosainak száma 1812 fő (2023. december 31.).

## Népesség
A település népességének változása:
| Lakosok száma | 1898 | 1906 | 1842 | 1829 | 1812 |
|               | 2017 | 2019 | 2021 | 2022 | 2023 |